# Gogolewo (powiat słupski)

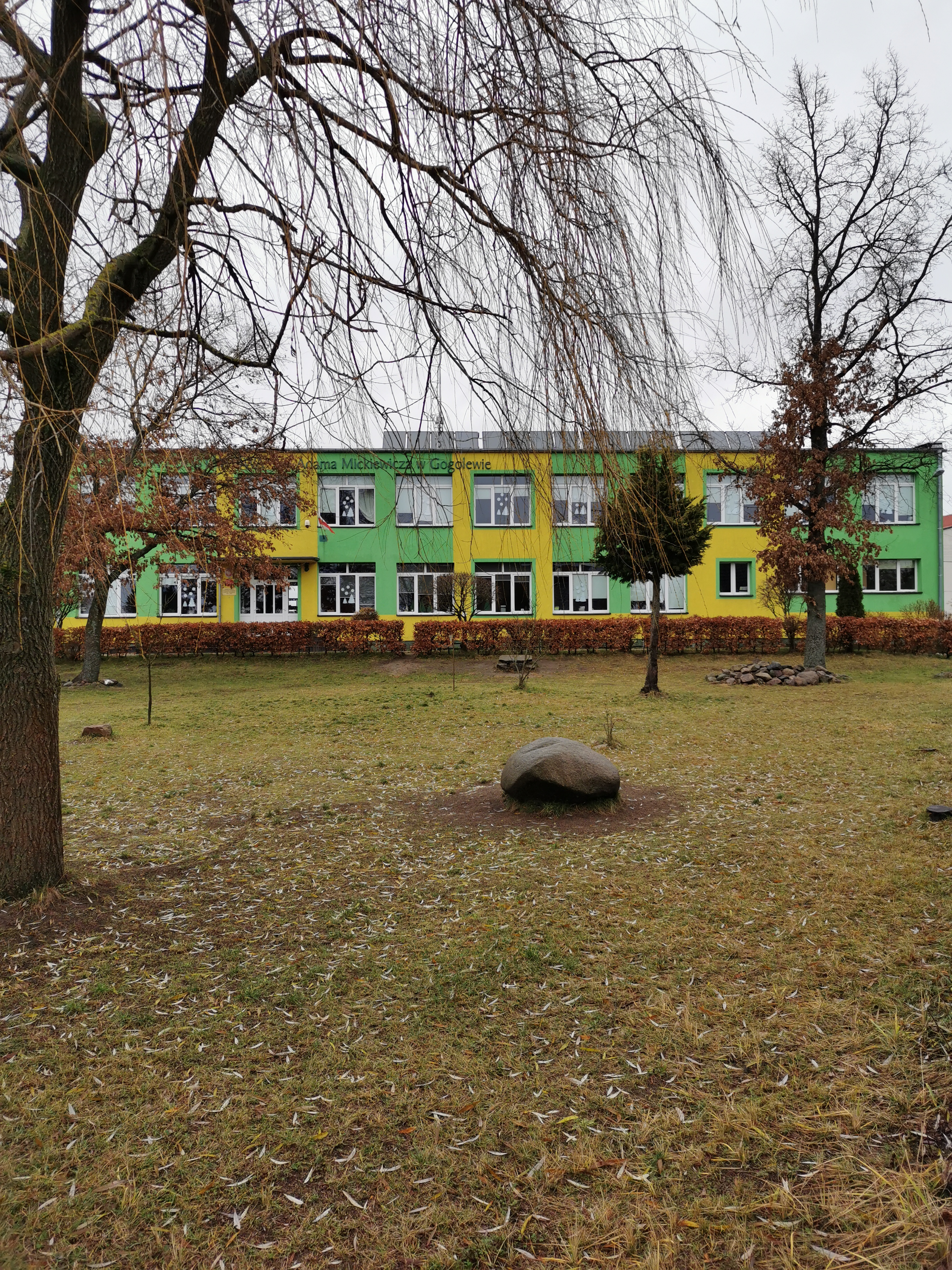
Szkoła Podstawowa im. Adama Mickiewicza w Gogolewie

Gogolewo (kaszb. Gògòlewò, Wieldżé Gògòlewò lub Stôré Gògòléwò, niem. Alt Jugelow) – stara wieś kaszubska w Polsce położona w województwie pomorskim, w powiecie słupskim, w gminie Dębnica Kaszubska.
W latach 1975–1998 miejscowość należała administracyjnie do województwa słupskiego.

## Nazwa
Nazwa miejscowości, wzmiankowana po raz pierwszy w 1229 w formie Gogolow, ma pochodzenie słowiańskie. Co do jej charakteru wywiedziono dwie hipotezy etymologiczne:
- nazwa dzierżawcza wyprowadzona od nazwy osobowej Gogol z formantem -ewo[7],
- nazwa topograficzna wyprowadzona od nazwy pospolitej gogoł „dzika kaczka” z formantem -ewo[7].

Niemiecka nazwa Alt Jugelow jest adaptacją fonetyczną pierwotnej nazwy słowiańskiej z wyróżnikiem alt „stary”, dodanym celem odróżnienia od sąsiedniej miejscowości Neu Jugelow „Gogolewko”.
Rada Języka Kaszubskiego proponuje kaszubską formę nazwy Gògòlewò.

## Cmentarz ewangelicki
Cmentarz ewangelicki w Gogolewie położony jest na północny wschód od zabudowań wsi, obecnie na skraju lasu, pierwotnie w otoczeniu łąk. Nekropolię założono na płaskim terenie, na planie prostokąta zorientowanego wschód-zachód, na powierzchni około 0,55 ha. Rozpoznanie w terenie jej granic pozostawia wątpliwości. Część autorów wskazuje, że nie zachował się starodrzew wyznaczający granice cmentarza, a pewne jest położenie jedynie jednego z narożników. Inni z kolei podają, że zachował się układ granicznych świerków. Wejście na teren pochówków znajdowało się od strony północnej. Przestrzeń podzielona była brzozową aleją na dwie główne kwatery. W części wschodniej lub południowo-wschodniej cmentarza znajdowała się kwatera dziecięca.

## Ochrona przyrody
W obrębie ewidencyjnym Gogolewo znajdują się dwa użytki ekologiczne – „Moczary” (nazywane także „Torfowiskiem Gogolewo”) oraz „Torfowisko Dobra”. Pierwszy z nich został powołany Rozporządzeniem Nr 5/98 Wojewody Słupskiego z dnia 28 kwietnia 1998 r. w sprawie uznania za użytki ekologiczne, drugi na mocy Uchwały Nr XV/80/2008 Rady Gminy Dębnica Kaszubska z dnia 14 lutego 2008 r. w sprawie utworzenia użytków ekologicznych. Przedmiotem ich ochrony są śródleśne torfowiska, odpowiednio wysokie o powierzchni 4,55 ha oraz przejściowe o powierzchni 0,83 ha.